# اسرائیل در المپیک تابستانی ۲۰۱۶

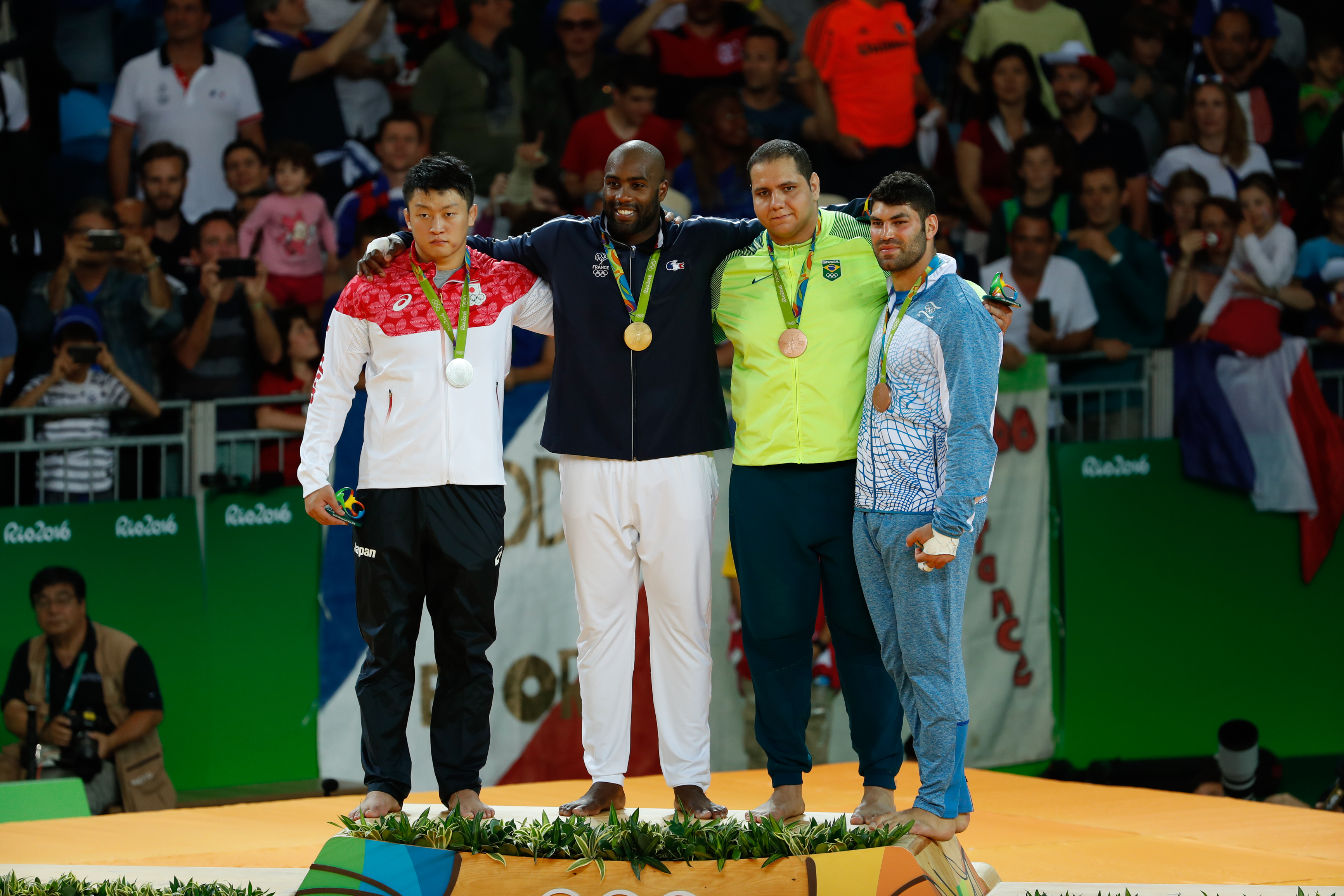
اولین نفر در سمت راست تصویر، ورزشکار اسرائیلی، ریو ۲۰۱۶

اسرائیل از ۵ تا ۲۱ اوت ۲۰۱۶ در بازی‌های المپیک تابستانی ۲۰۱۶ در ریو دو ژانیرو در برزیل به رقابت پرداختند. اسرائیل با ۲ برنز در جایگاه هفتاد و هفتم قرار گرفت.

## شرکت‌کنندگان
| ورزش             | مرد | زن | مجموع |
| ---------------- | --- | -- | ----- |
| دو و میدانی      | ۵   | ۳  | ۸     |
| بدمینتون         | ۱   | ۰  | ۱     |
| دوچرخه‌سواری      | ۱   | ۱  | ۲     |
| گلف              | ۰   | ۱  | ۱     |
| ژیمناستیک        | ۱   | ۶  | ۷     |
| جودو             | ۳   | ۴  | ۷     |
| قایقرانی بادبانی | ۳   | ۳  | ۶     |
| تیراندازی        | ۱   | ۰  | ۱     |
| شنا              | ۳   | ۴  | ۷     |
| شنای موزون       | ۰   | ۲  | ۲     |
| تکواندو          | ۱   | ۰  | ۱     |
| تنیس             | ۱   | ۰  | ۱     |
| سه‌گانه           | ۱   | ۰  | ۱     |
| وزنه‌برداری       | ۱   | ۰  | ۱     |
| کشتی             | ۰   | ۱  | ۱     |
| مجموع            | ۲۲  | ۲۵ | ۴۷    |

## مدال‌آوران
| نشان | نام        | رشته ورزشی | رویداد            | تاریخ  |
| ---- | ---------- | ---------- | ----------------- | ------ |
| برنز | یاردن جربی | جودو       | ۶۳ کیلوگرم زنان   | ۹ اوت  |
| برنز | اور ساسون  | جودو       | ۱۰۰ کیلوگرم مردان | ۱۲ اوت |